# Bouloum-Nabyiri
Bouloum-Nabyiri est une localité située dans le département de Ramongo de la province du Boulkiemdé dans la région Centre-Ouest au Burkina Faso.

## Éducation et santé
La commune accueille un centre de santé et de protection sociale (CSPS).
Le village possède une école primaire publique.